# (6478) Gault
(6478) Gault (1988 JC1) – planetoida z pasa głównego asteroid okrążająca Słońce w ciągu 3,5 lat w średniej odległości 2,31 j.a. Odkryta 12 maja 1988 roku.